# Capolona
Capolona ist eine Gemeinde mit 5236 Einwohnern (Stand 31. Dezember 2023) in der Provinz Arezzo in der Region Toskana in Italien.

## Geografie

Lage von Capolona in der Provinz Arezzo

Die Gemeinde erstreckt sich über rund 47 km². Sie liegt etwa 12 km nördlich der Provinzhauptstadt Arezzo und 80 km südöstlich der Regionalhauptstadt Florenz im Tal des Casentino am rechten Ufer des Arno, der hier 9 km verbringt. Weitere wichtige Gewässer im Gemeindegebiet sind die Torrenti Faltognano (alle 7 km im Gemeindegebiet) und Ritoto (alle 3 km im Gemeindegebiet). Der Ort liegt an einem südöstlichen Ausläufer des Berges Pratomagno (1592 m) in der klimatischen Einordnung italienischer Gemeinden in der Zone D, 2 026 GR/G.
Zu den Ortsteilen zählen Bibbiano (505 m, ca. 50 Einwohner), Castelluccio (250 m, ca. 430 Einwohner), Pieve San Giovanni (360 m, ca. 200 Einwohner) und San Martino Sopr’Arno (304 m, ca. 170 Einwohner).
Die Nachbargemeinden sind Arezzo, Castel Focognano, Castiglion Fibocchi, Subbiano und Talla.

## Geschichte
Die Burg von Capolona wurde erstmals 1199 in einem Dokument der Kamaldulenser erwähnt. Der Ort selbst entstand wahrscheinlich schon früher um die Abtei Abbazia di San Gennaro a Campoleone (Campus Leonis), die seit 972 bekannt ist. Im Konflikt mit dem Nachbarn Arezzo wurden 1214 die Burg sowie Teile der Abtei zerstört. Nachdem die Abtei am Ende des 14. Jahrhunderts verlassen wurde, wurde der Ort 1384 Teil der Republik Florenz und dann an Subbiano angeschlossen und verblieb dort bis ins frühe 19. Jahrhundert. 1527 eroberte und zerstörte Charles III. de Bourbon-Montpensier, im Sold für Karl V. stehend, den Ort. Die wahrscheinlich in römischer Zeit gebaute und erstmals 1211 dokumentierte Brücke Ponte Caliano nach Ponte Caliano (Ortsteil von Subbiano) wurde im Zweiten Weltkrieg 1944 fast vollständig zerstört und später wieder aufgebaut. Seit der Einigung Italiens erlebte der Ort einen Bevölkerungszuwachs. Waren noch 1861 ca. 2500 Einwohner zugegen, wohnten 2011 ca. 5400 Personen im Ort. Der Ort gehört zum Bistum Arezzo-Cortona-Sansepolcro.

## Sehenswürdigkeiten

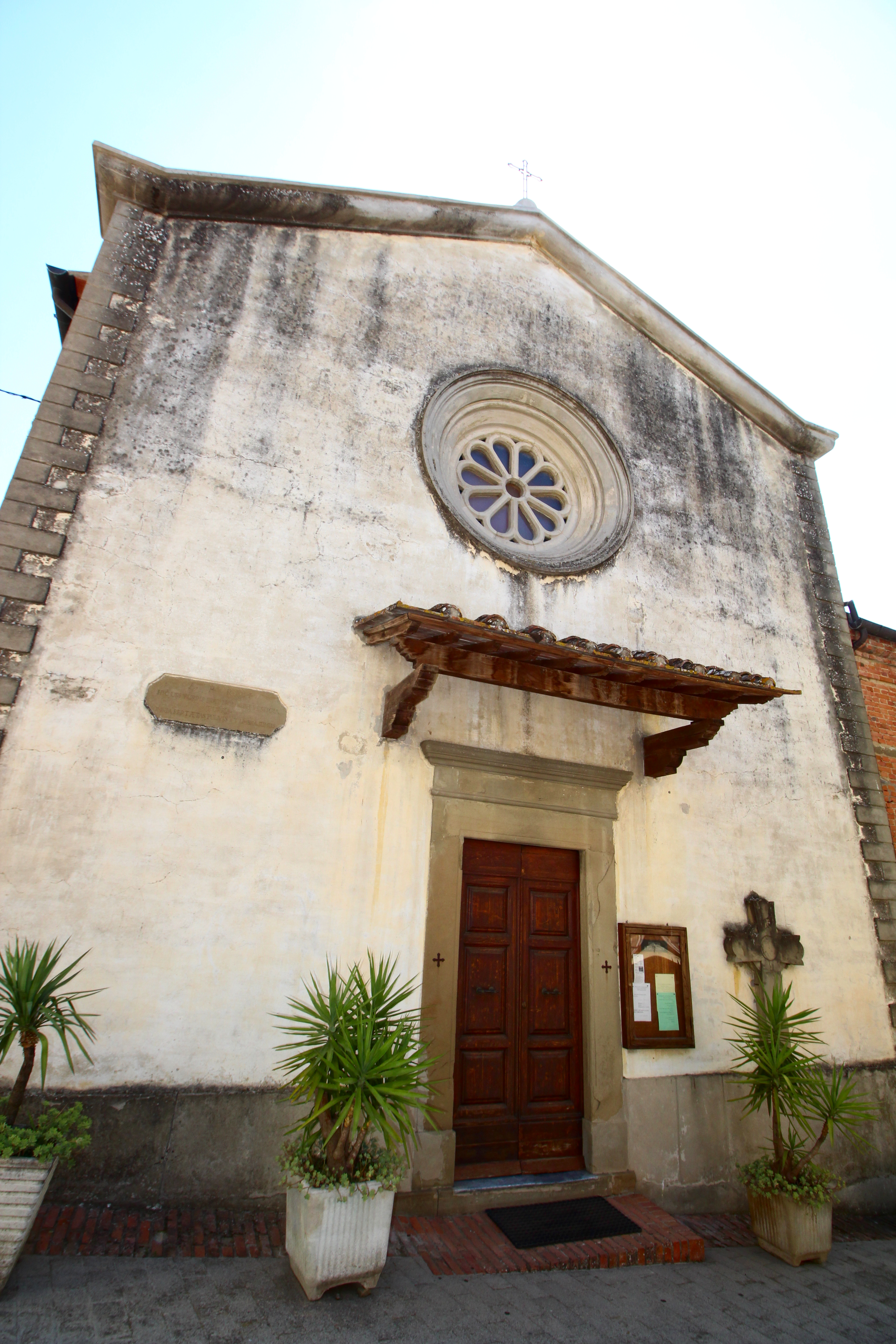
Die Pieve dei Santi Giovanni Battista e Marino in Pieve San Giovanni

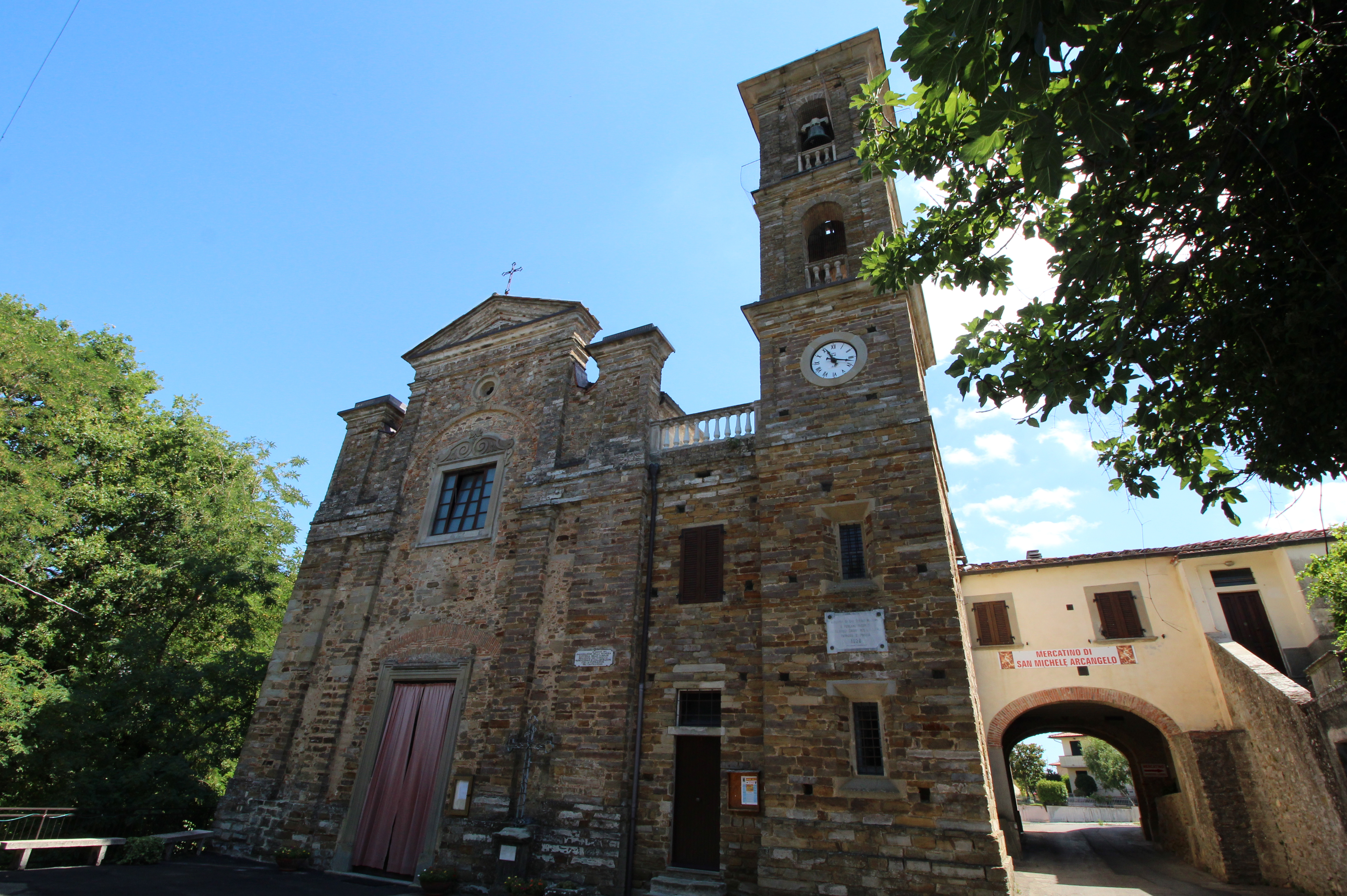
Die Kirche San Michele Arcangelo in Castelluccio

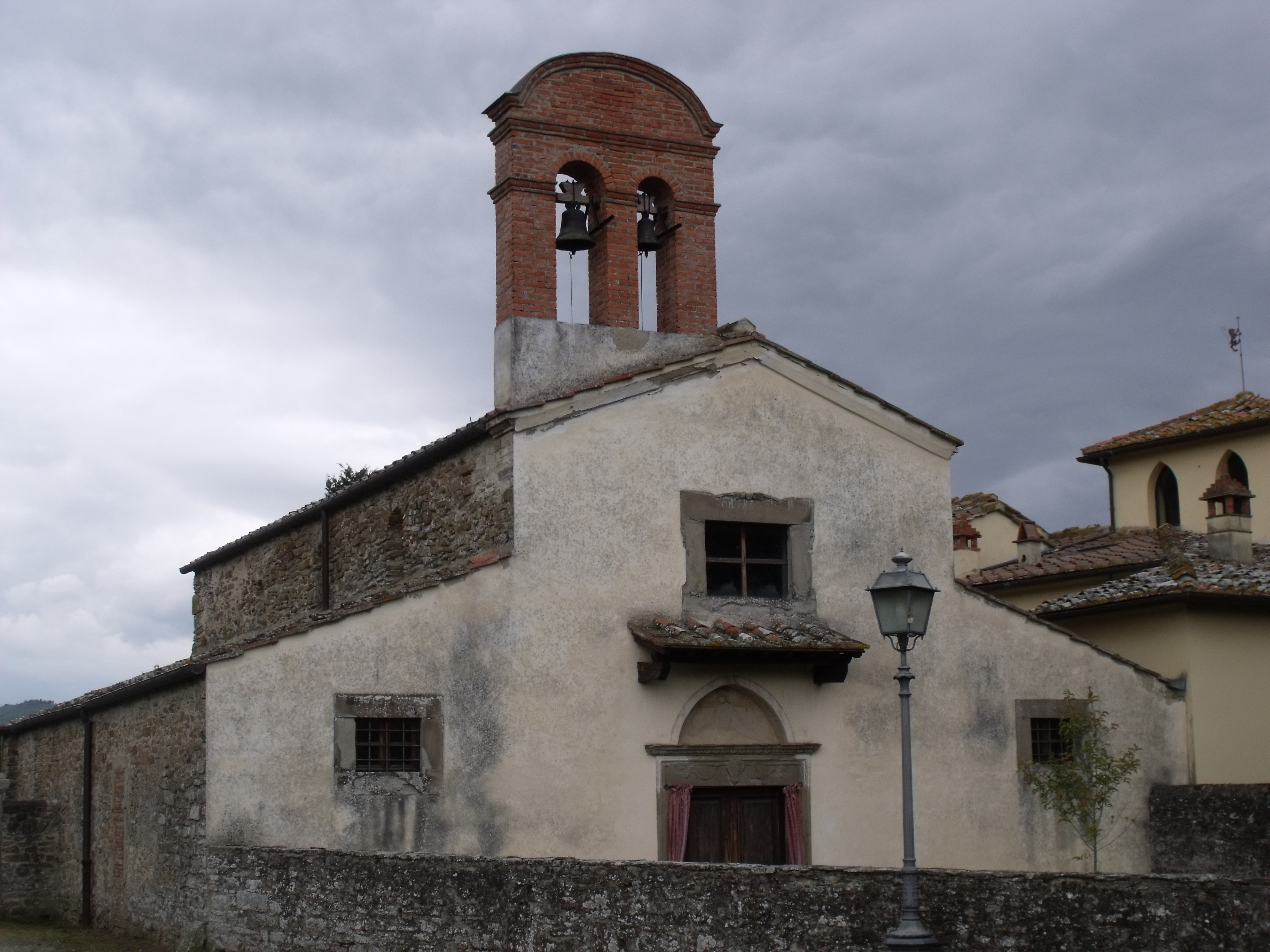
Die Pieve di Santa Maria Maddalena a Sietina

- Chiesa della Natività di Maria Vergine, Kirche im Hauptort
- Pieve dei Santi Giovanni Battista e Marino, Pieve im Ortsteil Pieve San Giovanni. Stammt wahrscheinlich aus dem 5. Jahrhundert und war bis zum 10. Jahrhundert die wichtigste Kirche der Gegend. Wurde im 18. Jahrhundert und 1929 restauriert und enthält ein Holzkreuz aus dem 14. Jahrhundert sowie das Leinwandgemälde Battesimo di Gesù aus dem 17. Jahrhundert.[10]
- Chiesa di San Michele Arcangelo a Castelluccio im Ortsteil Castelluccio. War im 13. Jahrhundert als Sant’Angelo in Fabriciano bekannt und wurde 1770 der Pieve a Sietina angeschlossen.[10]
- Pieve di San Martino Sopr’Arno, Pieve im Ortsteil San Martino Sopr’Arno. Wurde erstmals 1017 dokumentiert und im 19. Jahrhundert restauriert.[10]
- Pieve di Santa Maria Maddalena a Sietina, erstmals 1022 erwähnte Pieve ca. 6 km südlich von Capolona. Enthält Fresken aus dem 14. Jahrhundert (Madonna in trono con Bambino e due sante inginocchiate) und 15. Jahrhundert (Madonna in trono, Annunciazione, Martirio di Sant’Agata).[10]
- Pieve di Cenina, Pieve (11./15. Jahrhundert)[6]
- Castello di Belfiore, auch Torri di Belfiore genannt, Burgruine, dessen Türme wahrscheinlich aus der Zeit der Langobarden stammen.[11]
- Torre di Bibbiano, mit anliegender Kirche Santa Maria, deren Campanile aus dem ehemaligen Burgturm entstand.[12]
- Chiesa di Sant’Apollinare bei Il Santo di Ponina, Kirche (9./17. Jahrhundert)[6]

## Verkehr
Der Ort hat den Haltepunkt Capolona, der an der Bahnstrecke der Ferrovia Casentinese liegt. Die Strecke führt von Arezzo nach Stia.